# 南雀稗
南雀稗（学名：Paspalum commersonii），为禾本科雀稗属下的一个植物种。